# Williams (Minnesota)
Williams è un comune degli Stati Uniti d'America, situato nello Stato del Minnesota, nella Contea di Lake of the Woods.